# Mekele

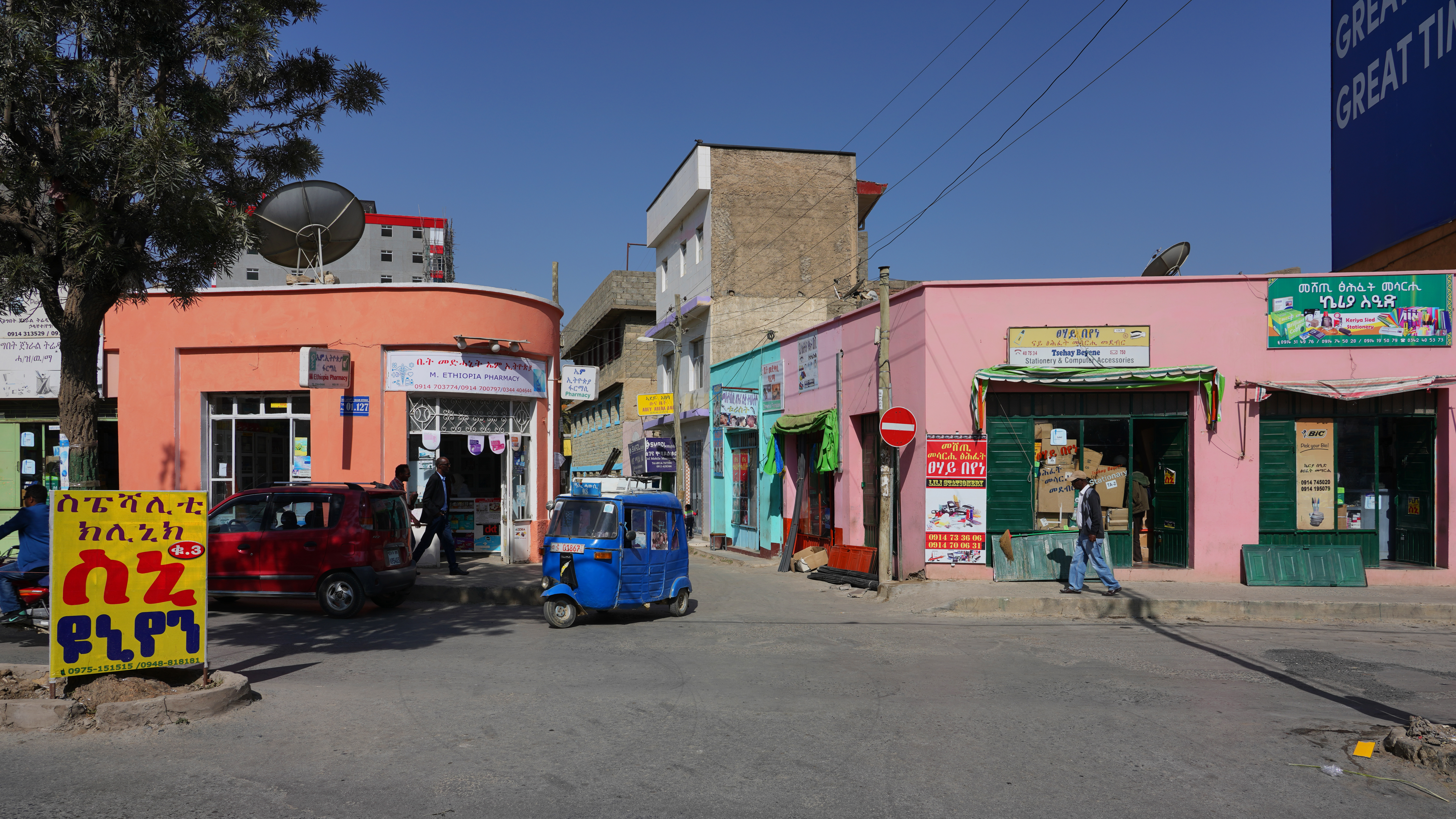
Centre de la ciutat

Mekele o Mek'ela (amhàric: መቀሌ, Mäk'äle) és una ciutat i un woreda del nord d'Etiòpia, constitueix la capital de la Regió Tigre i és la cinquena més poblada d'Etiòpia. Està situada en el woreda Enderta, a la Zona Debubawi, a 650 quilòmetres al nord d'Addis Abeba, la capital d'Etiòpia.

## Característiques
Mekele és un dels principals centres econòmics i universitaris del país. Constitueix, a més, el principal productor de ciment d'Etiòpia. En els seus marges, recentment, es va habilitar l'Aeroport Internacional Alula Aba, el qual compta amb una pista d'enlairament de 3.604 metres de longitud.
L'any 2000 es va crear la Universitat de Mekele, gràcies a la fusió de l'Escola de Negocis de Mekele i el Mekelle University College. A la ciutat es troba, a més, la seu de la Missió de les Nacions Unides per a Etiòpia i Eritrea.
Existeixen dos grans símbols que caracteritzen a la ciutat, d'una banda, el monument a l'FPLT (Front Popular d'Alliberament de Tigre) en commemoració de la lluita contra el règim comunista etíop, visible des de la major part de la ciutat. D'altra banda, està el palau de Yohannes IV, a la zona nord de la ciutat. Va ser construït per a l'emperador, per l'arquitecte italià Giacomo Naretti, el 1884. El complex segueix en peus i actualment alberga un museu, que exhibeix el tron reial de l'emperador, el seu dormitori, vestits cerimonials, armes i una sèrie d'altres col·leccions històriques.
La ciutat destaca també per la presència de nombroses esglésies ortodoxes etíops. Compte a més amb un estadi de futbol per 10.000 espectadors, el qual serveix de seu als equips de la Primera divisió de la Lliga Etíop, Trans Ethiopia i Guna Trading FC.

## Història
Segons els historiadors locals, Mekele va ser fundada al segle xiii. Mekele va ser una de les principals ciutats de la província Enderta al costat d'Entalo. El seu apogeu va arribar més tard a la fi del segle xix, després que Yohannes IV fos coronat Rei de Reis d'Etiòpia, triant Mekele com la capital del seu regne. Va ser en aquest punt, al juny de 1888, quan el seu fill i hereu, Ras Araya Selassie, va morir de verola al mateix temps que organitzava un exèrcit per recolzar al seu pare. Després de la mort Yohannes 'en la batalla de Metemma, el seu successor, l'emperador Menelik II, va anar a Mekele el 23 de febrer de 1890, on va acceptar la presentació dels nobles de Tigre, a excepció de Mangesha Yohannes amb el qual presentaria la seva cita 20 dies després.

## Demografia
D'acord amb l'estimació de població de l'any 2005 de l'Agència Central d'Estadística d'Etiòpia la ciutat posseïa 169.207 habitants, dels quals 85.878 eren homes i 83.331 dones. El cens de 1994 per la seva banda assenyalava una població de 96.938 habitants, dels quals 45.729 eren homes i 51.209 dones.